# Saunders T.1
El Saunders T.1 fue el primer avión construido por la Saunders Company, un biplano monomotor biplaza con un fuselaje monocasco inusual. Sólo se construyó una unidad.

## Diseño y desarrollo
Antes de la Primera Guerra Mundial, la empresa S.E. Saunders Ltd, con sede en Cowes, era conocida por sus lanchas motoras, y en particular por el método patentado de Sam Saunders para unir estructuras de contrachapado para entornos marinos. A falta de adhesivos resistentes al agua, Saunders cosía láminas con alambre de cobre, un método conocido con el nombre comercial de Consuta. Saunders fabricó cascos fabricados con Consuta para varios hidrocanoas entre 1912 y 1915, pero la mayor parte del tiempo de guerra la compañía se dedicó a construir diseños de otras compañías. El T.1 (T por Henry Haberfield Thomas, su diseñador) fue el primer avión fabricado íntegramente por Saunders, y apareció en 1917.
Era un biplano monomotor biplaza con alas de un solo vano. Estas eran rectas, no presentaban decalaje y tenían una cuerda paralela, salvo en las puntas; era notable el gran espacio entre planos y el gran voladizo (1,93 m) del ala superior, arriostrado mediante cables desde las extensiones superiores de los puntales interplanares. Tenía alerones descompensados sólo en el ala superior. La característica más inusual del avión, aunque no sorprendente dada la experiencia previa de Saunders, era el fuselaje, un armazón de madera con paneles de contrachapado fijados con Consuta, una de las primeras estructuras de aeronaves monocasco. Este llevaba una cola convencional, con un plano de cola sin arriostrar y un empenaje con superficies de control descompensadas. La cabina del piloto estaba debajo del borde de salida del ala, con un par de recortes internos en el borde de salida del ala inferior para mejorar la visibilidad hacia abajo. Controlaba una ametralladora Lewis de fuego frontal sincronizado y el observador, sentado detrás en una cabina separada, operaba una ametralladora Lewis montada en un anillo Scarff. Se instalaron controles duales.
El T.1 estaba pensado originalmente para ser propulsado por un motor Hispano-Suiza de 150 kW (200 hp), pero todos ellos fueron priorizados para los S.E.5a y en su lugar se instaló un motor Sunbeam Nubian de 112 kW (150 hp) refrigerado por agua, con un radiador inmediatamente detrás de la hélice de cuatro palas. Inicialmente, el tubo de escape único ascendía desde el morro en un ángulo de unos 30° con respecto a la vertical, aunque posteriormente se sustituyó por una disposición más convencional.
El T.1 voló por primera vez en 1917 y parece haber volado bastante bien; el único problema informado fue una tendencia al sobrecalentamiento del motor. Sin embargo, sólo se construyó un ejemplar y su función prevista no está clara; su desarrollo finalizó cuando su diseñador, H.H. Thomas, falleció en la epidemia de gripe de 1918-19.

## Especificaciones
Referencia datos: London, 1988, pp. 53–54

### Características generales
- Tripulación: Dos (piloto y observador)
- Longitud: 7,2 m (23,7 ft)
- Envergadura: 11,4 m (37,4 ft) (superior); 7,54 m (inferior)
- Altura: 3,4 m (11,3 ft)
- Superficie alar: 31,1 m² (334,8 ft²)
- Peso vacío: 814 kg (1794,1 lb)
- Peso cargado: 1216 kg (2680,1 lb)
- Planta motriz: 1× motor lineal V8 refrigerado por agua Sunbeam Nubian.
  - Potencia: 110 kW (152 HP; 150 CV)
- Hélices: Tripala de paso fijo

### Rendimiento
- Velocidad máxima operativa (Vno): 143 km/h (89 MPH; 77 kt)
- Velocidad crucero (Vc): 119 km/h (74 MPH; 64 kt)
- Alcance: 3 h
- Techo de vuelo: 3400 m (11 155 ft)

### Armamento
- Ametralladoras: 

  - 1x Lewis de 7,7 mm sincronizada de fuego frontal a través de la hélice
  - 1x Lewis de 7,7 mm flexible en la cabina del observador
- Bombas: 900 kg de bombas, minas o cargas de profundidad